# Ouro Preto
Ouro Preto (doslovný český překlad „Černé zlato“) je brazilské město ve spolkovém státě Minas Gerais. Rozkládá se v průměrné nadmořské výšce 1 150 m n. m. v hornatém terénu pohoří Serra do Espinhaço. Historické centrum města s mnoha zachovalými budovami portugalské barokní architektury je od roku 1980 zapsáno na seznamu světového kulturního dědictví UNESCO. V roce 2015 zde žilo více než 70 tisíc osob.

## Historie
Počátky evropské kolonizace sahají do roku 1698, kdy sem dorazil portugalský průzkumník Antônio Dias de Oliveira. Město vzniklo jako těžařská osada, která byla centrem brazilské zlaté horečky na začátku 18. století. Statut města byl Ouru Pretu přiznán roku 1711. Po vyčerpání zásob zlata v okolí města v 19. století význam města upadl. Historické centrum, ve kterém se zachovaly mnohé veřejné budovy, residenční domy, náměstí, kašny a sakrální stavby podél klikatých nepravidelně uspořádaných ulic, představuje jedinečný homogenní celek barokní architektury.
Od roku 1720 do roku 1897 bylo hlavním městem kapitanátu a následně státu Minas Gerais.

## Fotogalerie

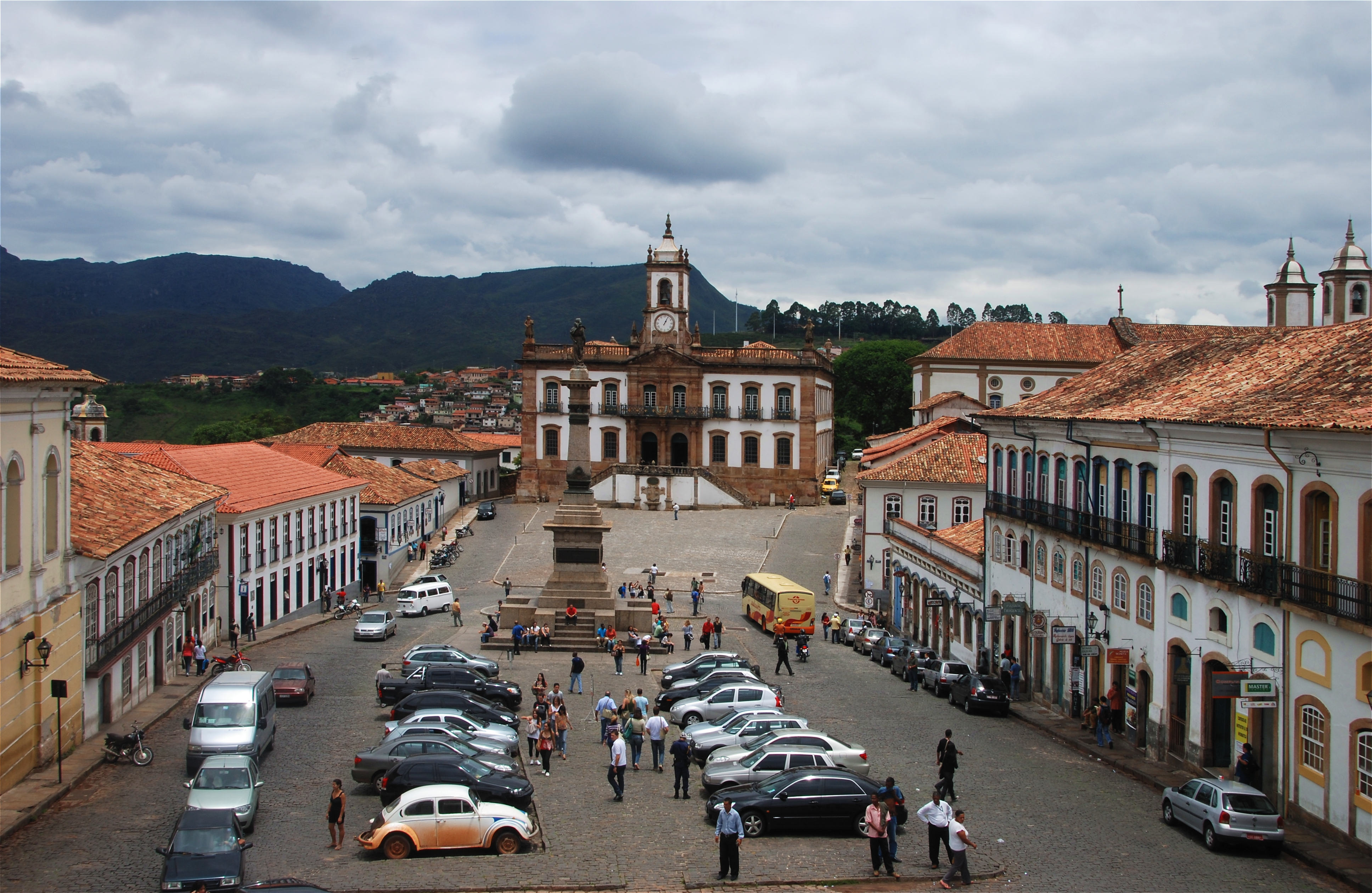
náměstí Praça Tiradentes
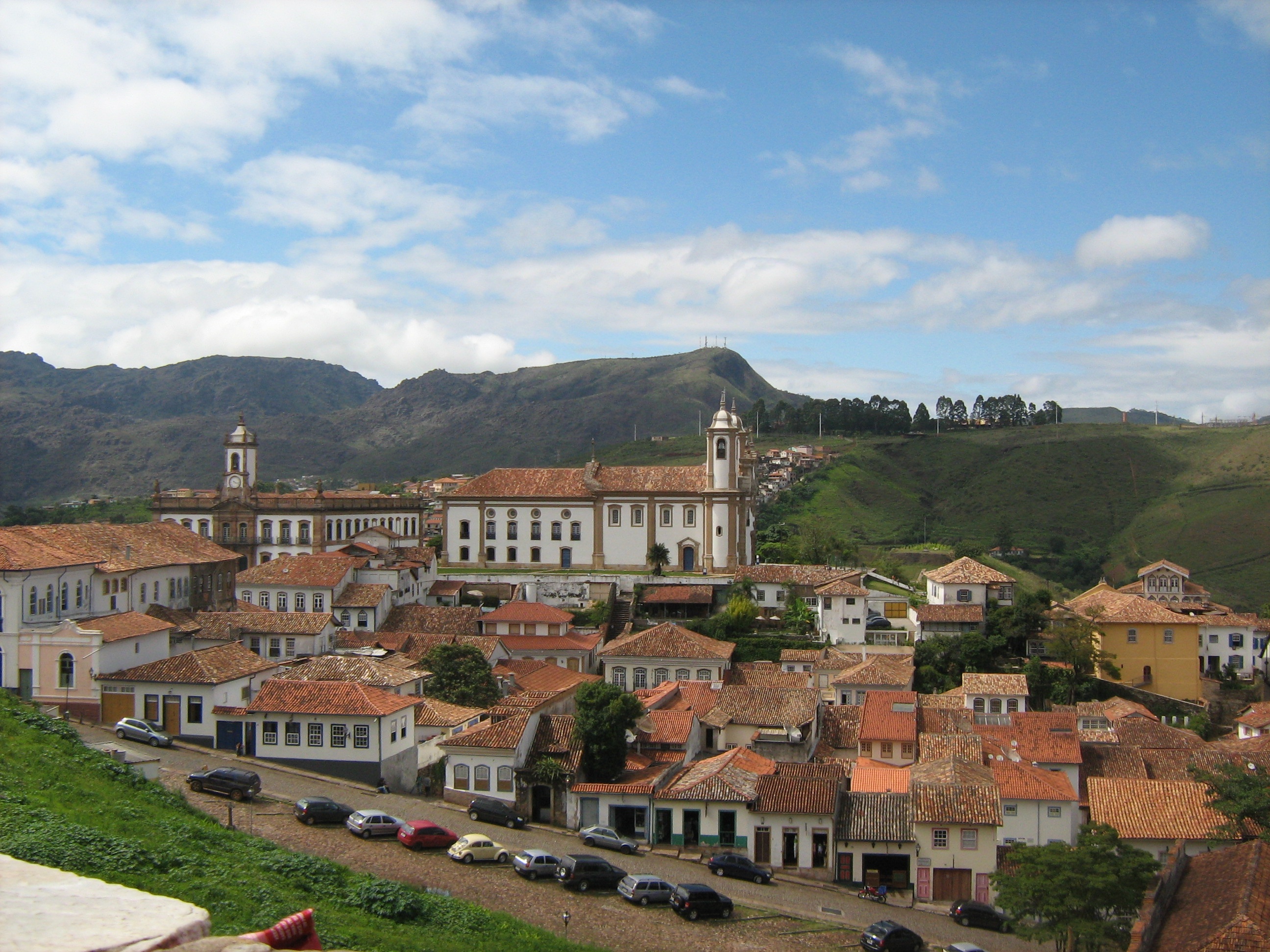
centrum města
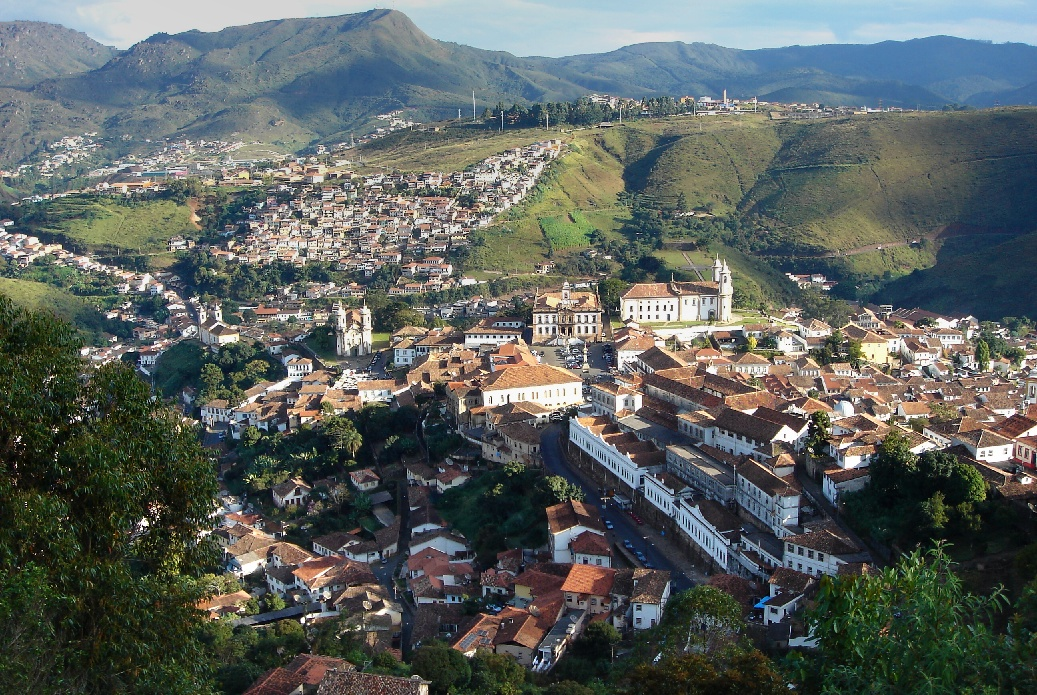
letecký snímek
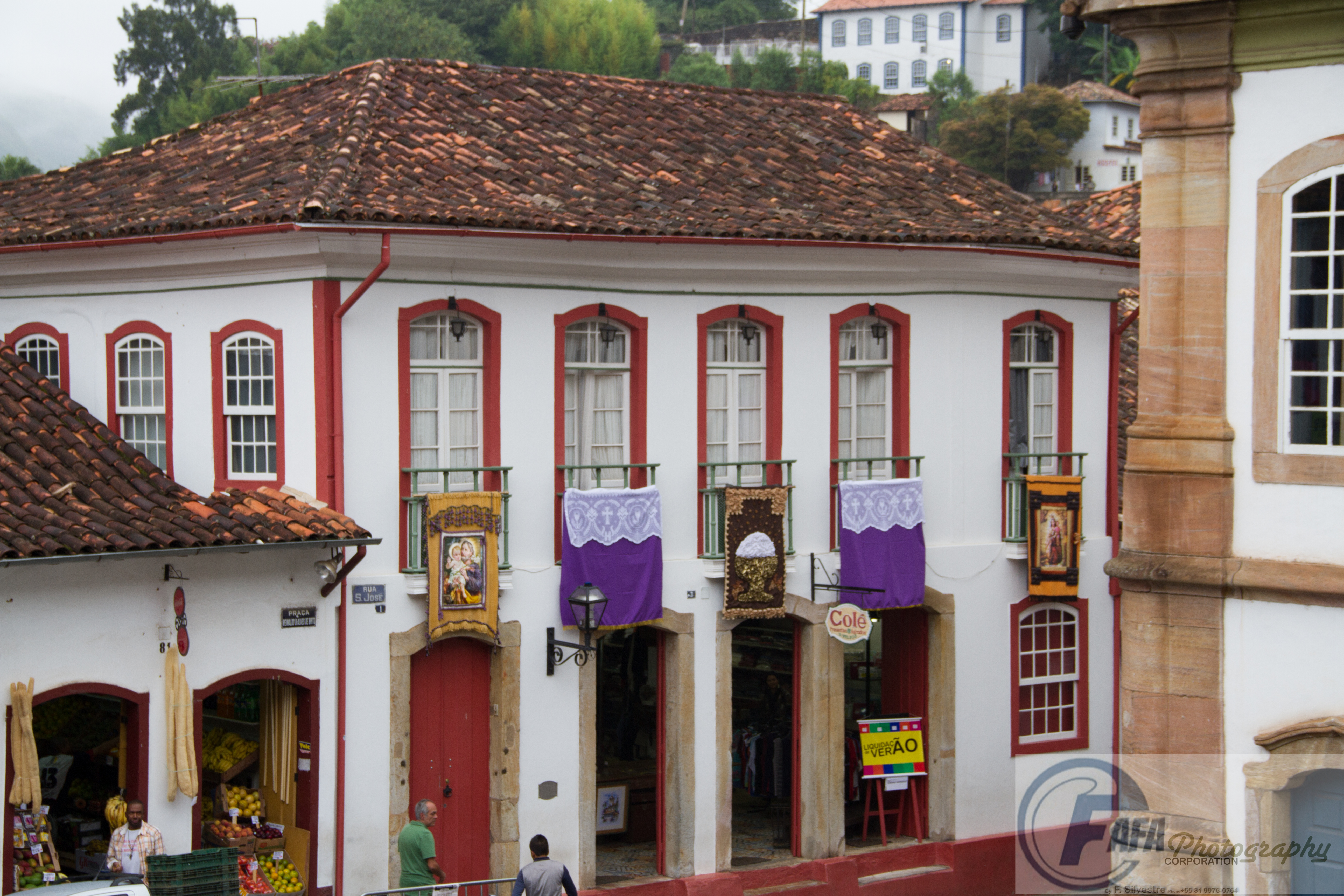
zdejší zástavba